# ريجنالد سكارليت
ريجنالد سكارليت (15 أغسطس 1934 في جامايكا - 14 أغسطس 2019) (بالإنجليزية: Reginald Scarlett)‏ هو لاعب كريكت جامايكي. شارك مع منتخب الهند الغربية للكريكت ومنتخب جامايكا الوطني للكريكت.

## وصلات خارجية
- ريجنالد سكارليت على موقع إي آس بي آن كريك إنفو (الإنجليزية)